# Røssnesvågen
Røssnesvågen est une localité du comté de Nordland, en Norvège.

## Géographie
Administrativement, Røssnesvågen fait partie de la kommune de Værøy.